# Palau consistorial d'Alacant
El Palau consistorial d'Alacant és un edifici administratiu seu central de l'Ajuntament de la ciutat, d'estil barroc i construït entre 1701 i 1780, que se situa entre la plaça de l'Ajuntament i la plaça de la Santíssima Faç.

## Història
L'antic consistori municipal alacantí, el Consell Municipal, celebrava les sessions a l'antiga església de Sant Nicolau fins a l'any 1370. Posteriorment les sessions municipals es van traslladar a la primitiva llotja medieval, avui desapareguda, una vegada aquesta va ser construïda i, finalment, a mitjan segle xvi es van traslladar a l'emplaçament actual.
El primitiu consistori d'Alacant, ja situat en l'emplaçament actual, es va construir en 1541 però aquest va ser destruït pels francesos durant el bombardeig naval de 1691, que va arrasar gran part de la ciutat, aixecant posteriorment l'actual edifici al llarg del segle xviii. El 1699 es redacta el projecte i fins al 1780 no es donen per acabades les obres. Va ser dissenyat per Vicent Mingot, Joan Baptista Borja i Josep Terol.

## Descripció
Es tracta d'un edifici de planta rectangular, amb façana principal simètrica, composta d'un cos central de tres plantes flanquejat per dues torres de major altura en els extrems, a través de les quals es realitza la comunicació entre les places de l'Ajuntament i de la Santíssima Faç mitjançant passatges.
La planta baixa té cinc portalades, on la central, de major grandària, resulta l'accés principal, decorada amb columnes salomòniques fistonades per garlandes de sis voltes. En la planta principal les balconades contenen dobles finestres, excepte en les torres on solament hi ha una finestra, totes elles rematades per frontons corbs partits. L'última planta manté la mateixa disposició que l'anterior quant a obertures, si bé amb balconades individuals. Es remata la façana amb una balustrada, després de la qual es pot veure la cúpula que cobreix l'escala interior.
A la primera planta, un ampli vestíbul dona accés a la Galeria de Retrats dels alcaldes, a l'anomenat Saló Blau, a la cambra reial d'Isabel II del 1858, amb una capella lateral presidida per una Immaculada de Lucas Espinós, i a la Sala de Plens del consistori.
Al peu de l'escalinata principal es troba l'anomenada cota zero, un punt de referència que s'utilitza per a amidar l'altitud sobre el nivell del mar de qualsevol punt d'Espanya.